# Hörfunk und Fernsehen in der Mongolei
Der Artikel Hörfunk und Fernsehen in der Mongolei behandelt den Rundfunk der Mongolei in Vergangenheit und Gegenwart. Reguläre Hörfunksendungen für die Allgemeinheit gibt es in dem Land seit 1934.

## Anfänge bis 1990
Der Hörfunk begann in der Mongolei mit Unterstützung der Sowjetunion, zunächst am 1. Mai 1931 als Drahtfunk, dann am 1. September 1934 drahtlos. Gesendet wurde auf Langwelle 1060 m und Kurzwelle 52 m; die Stationsansage lautete: mongolisch Анхаараарай, радио хорооноос ярьж байна! Anchaaraarai, radio choroonoos jarjdsch baina! „Achtung, es spricht das Radio-Komitee!“ (später Улаанбаатараас ярьж байна! Ulaanbaataraas jarjdsch baina! „Es spricht Ulan-Bator!“). Es gab auch Programme auf Chinesisch, Russisch und (für die kasachische Minderheit im Westen des Landes) Kasachisch. 1958 wurde der Zentrale Radioclub (Радио төв клуб Radio töw klub) gegründet, Vorläufer des heutigen Amateurfunkverbands MRSF, der ab 1960 die Klubstation JT1KAA betrieb.
Zwischen 1960 und 1981 erhielt Radio Ulaanbaatar stärkere Sendeanlagen im AM-Bereich; dies ermöglichte die Einrichtung eines zweiten Programms (1994, Хөх тэнгэр Chöch tenger „Blauer Himmel“ genannt, dann Алтан сан Altan san „Goldener Fonds“, 2017 eingestellt) und im September 1964 einen eigenen Auslandsdienst (seit 1997 Монголын дуу хоолой Mongolyn duu chooloi „Stimme der Mongolei“). Senderbetreiber ist RTBN (Radio and Television Broadcasting Network).
| Ort          | Koordinaten   | Verwaltungs- einheit | Einrichtungs- jahr | Frequenzen                                   |
| ------------ | ------------- | -------------------- | ------------------ | -------------------------------------------- |
| Chonchor     | 48° N, 107° O | Ulaanbaatar          | 1960               | 164 kHz (1. Programm) 7260 kHz (2. Programm) |
| Ölgii        | 49° N, 90° O  | Bajan-Ölgii          | 1965               | 209 kHz (1. Programm)                        |
| Altai        | 46° N, 96° O  | Gobi-Altai           | 1978               | 227 kHz (1. Programm) 4830 kHz (2. Programm) |
| Dalandsadgad | 44° N, 104° O | Ömnö-Gobi            | 1978               | 209 kHz (1. Programm)                        |
| Tschoibalsan | 48° N, 114° O | Dornod               | 1978               | 209 kHz (1. Programm)                        |
| Mörön        | 50° N, 100° O | Chöwsgöl             | 1981               | 882 kHz (1. Programm) 4895 kHz (2. Programm) |

Radio Moskau richtete 1946 einen Mongolisch-Dienst ein (beendet 2013), Radio China International 1964.

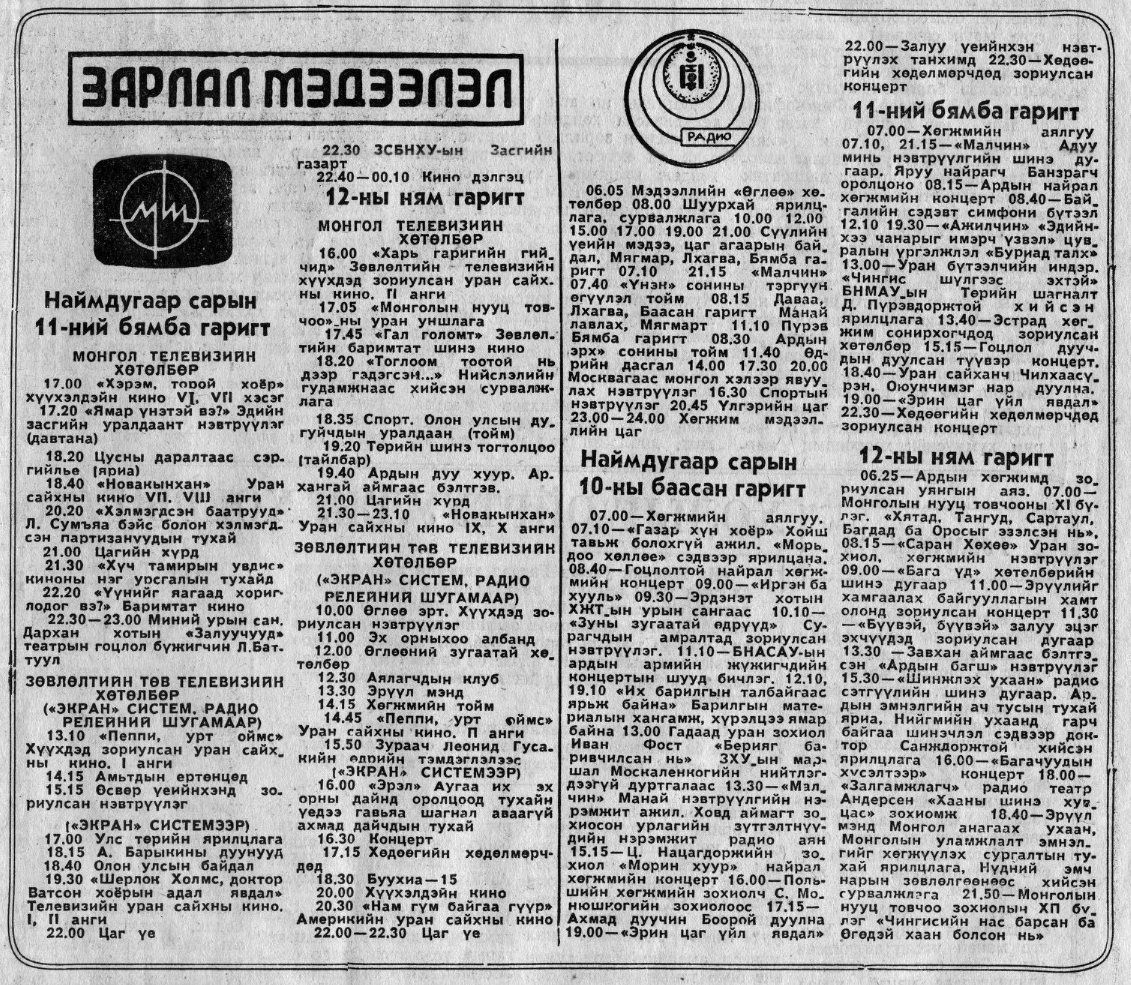
TV- und Radioprogramm 1990

Das mongolische Fernsehen startete am 27. September 1967 den Regelbetrieb (Ulaanbaatar Kanal R2). Hauptnachrichtensendung war ab 1975 Цаг үе, үйл явдал Tsag üje, üil jawdal („Zeitgeschehen“, in Anlehnung an die sowjetische Время Wremja; heute Цагийн хүрд Tsagiin chürd „Rad der Zeit“). Ab 1970 wurde in der Hauptstadt auch sowjetisches Fernsehen über das Orbita-System empfangen und terrestrisch weiterverbreitet (Kanal R4).
Vorsitzende des Informations- und Rundfunkkomitees (Bezeichnung wechselnd; 1979: Мэдээлэл радио телевизийн улсын хороо, МРТУХ Medeelel radio tjeljewidsiin ulsyn choroo, MRTUCh; 1957–1990 unter Einschluss der Nachrichtenagentur МОНЦАМЭ MONTsAME):
- 1964–1971: S. Dschalan-Aadschaw
- 1972–1982: S. Pürewdschaw
- 1983–1989: L. Dzantaw

Die Mongolei war Mitglied der OIR/OIRT.

## Nach 1990
Nach 1990 entstand in der Mongolei ein duales Rundfunksystem. 1992 startete UBS TV (damals noch in Trägerschaft der Stadt Ulaanbaatar, 2007 voll privatisiert). Als erster nichtstaatlicher Anbieter erhielt der Hörfunksender Цагаан шонхор Tsagaan schonchor („Weißer Falke“) 1993 Sendezeit bei Radio Ulaanbaatar eingeräumt. 1994 begann Eagle TV zu senden (anfangs in Trägerschaft einer christlich-missionarischen Stiftung aus den USA). Erster kommerzieller Anbieter war 1995 die Gesellschaft АЭ ба ЖААГ AE ba DschAAG mit ЖААГ FM 107 (Шинэ зууны радио Schine dsuuny radio „Radio Neues Jahrhundert“) und TV25. 1998 wurde ein Gesetz über die Medienfreiheit erlassen. 1999 wurde die Zulassung der Veranstalter geregelt; zuständig ist die Communications Regulatory Commission of Mongolia (CRC).
Im Januar 2016 gab es 131 Fernseh- und 69 Hörfunk-Anbieter in der Mongolei, darunter:
- Aggregator LLC: Шинэ Монгол Радио 101.7 (zuvor Тэргүүлэгч FM, Улаанбаатар FM; 1998)
- Ekh Elgen Nutag LLC: Элгэн нутаг FM 96.6 (2003)
- Gegeen Dalai Group: TV5 (2003)
- Mass Agency Group: ETV (2010); Их Монгол FM 99.7[11] (2007), Мэдээллийн авто радио 105.5 (1997)
- Media Holding: TV9 (2003); Тэнгэрлэг радио FM 103.6 (2003)
- Media Group: NTV (2006); FM 107 (1999)
- Mongol Mass Media LLC: Eagle News TV (2011); FM 91.1
- Mongol News Group: TV25 (1996)[12]
- Salkhi Entertainment: Гэр бүлийн радио 104.5[13] (2001)
- Seruuleg Construction: TV8 (2006); Монголын дуу хоолой FM 104 (1997)
- Ulaanbaatar Television: UBS TV (1992); VIP 90.5 FM
- Хүүхэд Ирээдүй Соёл Боловсролын Сан: Арга билиг радио 95.7[14] (2009)

Außerhalb der Hauptstadt sind nur relativ wenige Veranstalter ansässig.

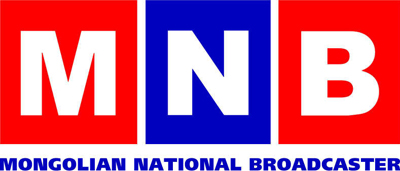
MNB-Logo; Textvariante:

Auch für den staatlichen Anbieter gab es Veränderungen: Er erhielt 2005 eine neue rechtliche Grundlage und heißt seitdem Mongolisches Nationales Öffentliches Radio und Fernsehen (Монголын үндэсний олон нийтийн радио телевиз, МҮОНРТ; englisch: Mongolian National Broadcaster, MNB). Am 1. Mai 2008 startete sein Hörfunkprogramm P3 ФМ (seit Einstellung von Алтан сан im Oktober 2017 faktisch das zweite Hörfunkprogramm), am 11. Juli 2011 ein zweites Fernsehprogramm (hier auch Nachrichten auf Burjatisch und Tuwinisch), am 5. März 2018 der Sportkanal MNB Спорт, am 20. Dezember 2018 das englischsprachige Fernsehprogramm MNB World und am 25. Mai 2020 der Familienkanal MNB Гэр бүл.
Seit 1991 ist MNB Mitglied der ABU, ebenso TV5 seit 2007. 2013 erfolgte der Übergang auf DVB-T2.
Nach einer Erhebung von 2014 lag bei den Nachrichten-Sendungen des Fernsehens MNB vorn; die erfolgreichsten Fernsehserien stammten aus Korea.